# Neilson Poe
Pour les articles homonymes, voir Poe et Neilson Poe (homonymie).
Neilson Poe, né le 11 août 1809 et décédé le 4 janvier 1884 à Baltimore, est un journaliste et juge américain.

## Biographie
Fils cadet de Jacob Poe (1775-1860) et de Bridget Kennedy (1775-1844) et frère jumeau d'Amelia Poe, Neilson Poe rejoint comme apprenti le Federal Gazette and Baltimore Daily Advertiser de William Gwynn à l'âge de 18 ans et finit journaliste. En 1830, il devient propriétaire et rédacteur en chef du Frederick Examiner un bi-hebdomadaire de Frederick. En 1834, il acquiert le Baltimore Chronicle, un quotidien whig influent, mais doit le revendre le 2 décembre 1839,.
En 1840, il entame une carrière de juriste, qu'il poursuit jusqu'à la fin de sa vie. En 1878, le gouverneur du Maryland John Lee Carroll le nomme juge à la cour des orphelins pour la ville de Baltimore (actuellement dénommée « Cour de succession »), fonction où il est élu en novembre 1879 et qu'il occupe jusqu'en 1883.
Il est le père de John P. Poe Senior, procureur général du Maryland de 1891 à 1895 et le grand-père de Samuel Johnson, Edgar Allan, John Prentiss Junior, Neilson, Arthur et Gresham Poe, qui ont joué au football américain à Princeton entre 1882 et 1901.

## Cousin d'Edgar Allan Poe
Cousin du poète Edgar Allan Poe, il le rencontre sans doute peu après l'arrivée de celui-ci à Baltimore en 1829 ; leurs relations se distinguent alors par leur civilité et une mutuelle suspicion. Marié depuis le 30 novembre 1831 à Josephine Emily Clemm, il est opposé au mariage de la sœur de celle-ci, Virginia, avec Edgar. Dans une lettre, Edgar le présente comme son pire ennemi au monde,. En 1835, il propose d'assumer la garde de Virginia, ce à quoi Edgar s'oppose.
Le 3 octobre 1849, Edgar Allan Poe est retrouvé dans la Ryan's inn and tavern, délirant. Le lendemain, Neilson va lui rendre visite au Washington College Hospital, mais ne peut le voir. Par la suite, il écrit plusieurs lettres qui contiennent des informations sur la mort de son cousin. Après la mort de ce dernier, Neilson paie le corbillard et le trajet à cheval,.